# A New Morning
A New Morning (с англ. — «Новое утро») — пятый студийный альбом английской альтернативной рок-группы Suede, выпущенный в сентябре 2002 года. К тому времени, когда альбом был выпущен, общественный интерес к группе ослаб, о чём свидетельствовали плохие успехи как альбома, так и синглов. Однако, несмотря на это, альбом получил умеренную похвалу от критиков. Это единственный альбом Suede, который не был выпущен в США. Это был последний студийный альбом, выпущенный группой перед их семилетним перерывом и воссоединением в 2010 году. Перед началом записи клавишник и гитарист Нил Кодлинг покинул группу из-за проблем со здоровьем, а позже был заменён бывшим гитаристом Strangelove Алексом Ли. Поскольку Кодлинг вернулся в группу для их воссоединения в 2010 году, это их единственный студийный альбом с участием Ли.

## Предыстория
Создание пятого студийного альбома Suede A New Morning было долгим и дорогостоящим. После выхода их альбома Head Music 1999 года и последующего тура клавишник Нил Кодлинг объявил о своём уходе из группы 23 марта 2001 года, сославшись на проблемы ссиндромом хронической усталости. Певец Бретт Андерсон «был взбешён» решением Кодлинга, но понимал причины его ухода: «Он ничего не мог с собой поделать, я знаю, но я действительно чувствовал себя обиженным. Я чувствовал себя разочарованным. Но больше на вселенную, чем на Нила». Кодлинга заменил бывший клавишник Strangelove Алекс Ли.
Андерсон также стал трезвенником для этого альбома, преодолев свою зависимость от крэка и заявив, что A New Morning был «первой в истории пластинкой Suede, на создание которой не повлияли наркотики». Андерсон писал тексты песен изолированно в загородном доме в Суррее, вдали от остальной группы, где он погрузился в музыку и литературу. Он прочитал «Элементарные частицы» Мишеля Уэльбека и книги Альбера Камю, Леонарда Коэна и Пола Остера. Андерсон говорит: «Я намеренно создал вакуум, чтобы все эти влияния хлынули внутрь. Я проводил много времени, гуляя по сельской местности, иногда часами, очарованный природой и её борьбой с бетоном и сталью. Я жил в „Бетонном острове“ Дж. Дж. Балларда».

## Запись
"Тот факт, что мы записали этот альбом, - одна из вещей, о которых я больше всего сожалею в карьере Suede. Группу любили бы больше, если бы мы перестали заниматься музыкой до этого. Когда мы создавали его, мы были очень смущены тем, какой мы хотели видеть группу и куда мы хотели её направить. Какая-то часть меня хотела записать электронный альбом, а какая-то часть меня хотела записать фолк-альбом. Итак, мы объединили эти элементы и сделали очень запутанную запись".
Группа начала записывать демо-версии в студии Stanbridge Farm Studios в Западном Суссексе в июле 2000 года. В октябре группа взяла перерыв в написании песен, чтобы выступить со своим единственным концертом в этом году, который состоялся в Рейкьявике, Исландия, где состоялась премьера девяти новых песен. Первоначально группа начала работать с американским продюсером Тони Хоффером в 2001 году и рассчитывала выпустить сингл к осени. Хоффер и Андерсон первоначально встретились в туалете в Пейсли-парке в Миннеаполисе, штат Миннесота, где они поладили, найдя несколько общих музыкальных интересов. Встреча привела к тому, что Андерсон попросил Хоффера прокомментировать некоторые недавние работы группы.
В феврале 2001 года группа поселилась в Rockfield Studios в Монмуте, Уэльс, для трёхнедельного «пробного прогона» с Хоффером. Но он не произвёл впечатления на группу, особенно на Саймона Гилберта и Ричарда Оукса, у которых обоих было твёрдое мнение о результатах. Тем не менее, группа решила записать альбом с Хоффером и в мае отправилась в Parkgate Studios, Гастингс, со своим новым участником Алексом Ли, после ухода Кодлинга. Хотя группа записала с Хоффером десять песен, которые, по словам Андерсона, были «лучшими из написанных нами», большая часть материала, записанного с его продюсированием, была списана. В сентябре группа записала две песни с бывшим продюсером The Stone Roses Джоном Леки. Версии песен «Beautiful Loser» и «Positivity» были многообещающими; однако у Леки были другие обязательства, заставившие Suede пересмотреть свои варианты.
В конечном счёте группа решила поработать со Стивеном Стритом, который был известен своим сотрудничеством с The Smiths и Blur. Со Стритом группа записала бо́льшую часть выпущенного материала за два месяца. Все песни с альбома были спродюсированы Стритом, за исключением «Positivity», которую спродюсировал Джон Леки, и «You Belong to Me», которую спродюсировал Дэйв Эринга. Запись со Стритом началась в январе 2002 года, и альбом был окончательно завершён 23 марта 2002 года. Андерсон высоко оценил продюсера, сказав: «Стивен только что перевернул весь этот альбом, он его действительно перевернул. Каждую песню он просто брал и делал с ней нечто особенное… С миллионами других сессий, которые мы провели для этого альбома, просто нет никакого сравнения».
В целом, в течение двухлетнего периода записи A New Morning было задействовано семь различных студий звукозаписи и четыре продюсера, а затраты оценивались примерно в 1 млн фунтов стерлингов. Стрит заявил, что альбом был «возвращением к классическому построению песен», а басист Мэт Осман сказал, что лирически A New Morning «очень позитивен и оптимистичен».

## Выпуск и продвижение
Продвижение альбома началось 4 мая 2002 года с секретного шоу в фан-клубе. Suede выступили перед сотней поклонников в своей лондонской репетиционной студии The Depot. Секретный концерт совпал с десятой годовщиной выхода дебютного сингла «The Drowners», которая была отмечена более ранним клубным вечером в Liquid Rooms на Кингс-Кросс. Затем фанатов на двух автобусах отвезли на репетиции, где группа исполнила пятнадцать песен, включая восемь новых с нового альбома. Альбом был выпущен 30 сентября 2002 года и достиг 24-й строчки, что является самой низкой позицией в чарте из всех студийных альбомов группы и единственным альбомом, не попавшим в первую десятку. Альбом остаётся единственным студийным альбомом из каталога Suede, который не был выпущен в США. Ведущим синглом с альбома стала «Positivity», который получил большое количество критики со стороны фанатов и прессы. Журналист NME Джулиан Маршалл написал, что «Positivity» был «встречен с безразличным пожатием плечами всеми, кроме самых преданных». Хотя песня достигла 16-го места в чартах, и Андерсон изначально был доволен песней, его чувства к ней со временем изменились. Позже он сказал о «Positivity», что «когда я впервые написал её, я подумал, что это шедевр, но вскоре понял, что многие люди были искренне оскорблены этим». «Obsessions» был вторым выпущенным синглом, и, несмотря на то, что он был принят лучше, чем «Positivity», песня заняла более низкую позицию в чартах и в конечном итоге стала последним синглом, выпущенным с альбома. Продажи альбома за первую неделю составили 10 152 копий, а через 12 недель было продано 21 943 копий.

## Критический приём
| Совокупная оценка         | Совокупная оценка |
| Источник                  | Оценка            |
| ------------------------- | ----------------- |
| Metacritic                | 65/100            |
| Оценки критиков           |                   |
| Источник                  | Оценка            |
| AllMusic                  | [ 1 ]             |
| The Gazette               | [ 28 ]            |
| The Guardian              | [ 29 ]            |
| The Independent           | [ 30 ]            |
| NME                       | 7/10              |
| Pitchfork Media           | 7.0/10            |
| Q                         | [ 33 ]            |
| The Scotsman              | [ 34 ]            |
| The Sydney Morning Herald | [ 35 ]            |
| The Times                 | [ 36 ]            |

Несмотря на плохие продажи, альбом удовлетворил критиков прессы. На сайте Metacritic, который присваивает нормализованный рейтинг из 100 отзывам основных критиков, A New Morning имеет средний балл 65 на основе 8 рецензий, что указывает на «в целом благоприятные отзывы». Стивен Томас Эрлевайн из AllMusic счёл, что альбом представляет собой «солидную, лаконичную коллекцию мелодичного, стильного современного глэм-попа». Он сказал, что это не «новое начало, и оно не сопряжено с большим риском, но благодаря ему Suede находятся в отличной форме с хорошими песнями и привлекательным альбомом». Джейсон Фокс из NME сказал, что «A New Morning показывает, как Suede снова демонстрируют свою уязвимую сторону. Это не привлечёт новых поклонников, но старые фанаты будут любить их за это ещё больше». Стив Пул из The Guardian сказал, что «„Beautiful Loser“ и „Astrogirl“ намекают на прошлую славу, такую как „Heroine“ или „The Chemistry Between Us“, но им не хватает той уверенной мелодической грандиозности». Он положительно оценил альбом, сказав: «в „Untitled“ и изящной миниатюре „Morning“ есть моменты красоты». Гарет Гранди из журнала Q был несколько неоднозначен, написав: «Фанаты будут вне себя от радости: несмотря на оптимистичное название, в нём нет ничего нового здесь, только дистилляция микроэлементов из предыдущих походов». Бо́льшая часть песен и текстов альбома была подвергнута критике, за исключением «Obsessions», которую он назвал «единственным настоящим хитом альбома, с хлюпающей губной гармошкой и странно убедительными текстами». Он подвёл итог, сказав, что группа «похоже, совершенно не заинтересована в привлечении попутной торговли. Возможно, они всегда жили в своём собственном мире, но раньше он хотя бы немного напоминал тот, что снаружи. Теперь нет». Энди Гилл из The Independent почувствовал, что группа может предложить мало нового, сказав: «Это может показаться „новым утром“ для группы, но другим это может показаться больше похожим на „День сурка“».
Поскольку это был единственный альбом Suede, который не был выпущен в США, ни в одной американской прессе не было отзывов. Однако альбом широко освещался канадской музыкальной прессой, где он был встречен неоднозначно. Роб Болтон из Exclaim! написал: «К сожалению, песни кажутся немного тусклыми, а голос Бретта Андерсона временами звучит с трудом, проявляя признаки возраста и жестокого обращения». Тем не менее, он чувствовал, что это было лучше, чем Head Music, и что «есть такие треки, как „Obsessions“ и „One Hit to the Body“, которые напоминают о том, что сделало Suede группой, задающей тренд, которой они были». Майк Белл из Jam! был резко раскритикован, написав: «Бо́льшая часть театральности исчезла. Исчезло также мощное подвывание в голосе Андерсона, и всё, что осталось, — это довольно глупые, фальшиво умные тексты и спорные мелодии». Лоррейн Карпентер из Montreal Mirror сочла, что пластинка «испорчена усталыми лирическими припевами и вокальными мелодиями». Вместо этого она порекомендовала читателям послушать первые три альбома Suede, оставив A New Morning на «произвол судьбы».

## Список композиций
1. «Positivity» (Anderson/Oakes/Gilbert/Osman/Codling) — 2:56
2. «Obsessions» (Anderson/Oakes) — 4:11
3. «Lonely Girls» (Anderson/Codling) — 3:13
4. «Lost in TV» (Anderson/Osman) — 3:40
5. «Beautiful Loser» (Anderson/Lee/Oakes) 3:38
6. «Streetlife» (Anderson/Lee) — 2:51
7. «Astrogirl» (Anderson/Lee) — 4:35
8. «Untitled…Morning» (Anderson/Oakes) — 6:01
9. «One Hit to the Body» (Anderson/Oakes/Codling) — 3:07
10. «When the Rain Falls» (Anderson) — 4:48
11. «You Belong to Me» (Anderson) — 17:29

- В конце диска — «скрытый» трек «Oceans»

## Чарты
| Чарт (2002 г.)                           | Позиция в чарте |
| ---------------------------------------- | --------------- |
| Australian Albums (ARIA)                 | 57              |
| Бельгия/Фландрия (Ultratop)              | 44              |
| Бельгия/Валлония (Ultratop)              | 49              |
| Дания (Hitlisten)                        | 4               |
| Нидерланды (Album Top 100)               | 81              |
| Finnish Albums (Suomen virallinen lista) | 9               |
| Франция (SNEP)                           | 68              |
| Германия (Offizielle Top 100)            | 71              |
| Ирландия (IRMA)                          | 46              |
| Норвегия (VG-lista)                      | 6               |
| Шотландия (Scottish Albums Chart)        | 31              |
| Швеция (Sverigetopplistan)               | 19              |
| Великобритания (UK Albums Chart)         | 24              |

### Комментарии
1. ↑  Игра слов: A New Morning досл. пер. как "Новое утро".